# Pałac w Rulewie
Pałac w Rulewie – zabytkowy pałac w miejscowości Rulewo.
Obiekt jest częścią zespoły wybudowanego w XIX w., w skład którego wchodzą jeszcze:
- park[2]
- trzy mostki,
- grota,
- cmentarz rodowy[1].